# Oneida nyelv
Az oneida nyelv az amerikai őslakos oneida törzs (az irokéz törzsszövetség tagja, területeik az Ontario-tó közelében terültek el) nyelve.
Néhány példamondat az oneida nyelvből:
„Dokaan bineshiish ganadawendagin odadagwanan jibimisech, jibanisgwesich amiiweni obimaadisowin, amii gaye anishnaabeg omaa wisgwansin, onadawendaanaawaa odishigiishiwewiniwaa.”

„Ahogyan a madárnak szüksége van a szárnyaira, hogy repülhessen, szabad legyen és élni tudjon, úgy Wisconsin indián embereinek szüksége van az anyanyelvükre.”
„Gego baabitoosiidaa ji waabang; giikino'amawaadaanig aabinoojiiyag nongom.”

„Ne várjunk a holnapra, még ma tanítsuk gyermekeinket.”